# EN 60601-2-2
Die EN 60601-2-2 mit dem Titel „Medizinische elektrische Geräte – Teil 2-2: Besondere Festlegungen für die Sicherheit von Hochfrequenz-Chirurgiegeräten“ ist Teil der Normenreihe EN 60601.
Herausgeber der DIN-Norm DIN EN 60601-2-2 ist das Deutsche Institut für Normung.
Die Norm basiert auf der internationalen Fassung IEC 60601-2-2. Im Rahmen des VDE-Normenwerks ist die Norm als VDE 0750-2-2 klassifiziert, siehe DIN-VDE-Normen Teil 7.
Diese Ergänzungsnorm regelt allgemeine Festlegungen für die Sicherheit, Prüfungen und Richtlinien für Hochfrequenz-Chirurgiegeräte.

## Gültigkeit in Deutschland
- Die aktuelle Fassung (2010-01) ist nur gemeinsam mit der 3. Ausgabe der DIN EN 60601-1 von 2007 anzuwenden.
- Die Vorgängernorm 2007-09 ist nur gemeinsam mit der 2. Ausgabe der DIN EN 60601-1 anzuwenden.
- Die DIN EN 60601-2-2 (VDE 0750-2-2):2007-09 kann noch bis April 2012 angewendet werden.

## Anwendungsbereich
Die Norm spezifiziert besondere Anforderungen für die Sicherheit von HF-Chirurgiegeräten und HF-Chirurgischem Zubehör für die medizinische Anwendung. Sie ist zusammen mit EN 60601-1 (3. Ausgabe) anzuwenden. Für endoskopisches Zubehör ist zusätzlich die EN 60601-2-18 (in Teilen) zwingend anzuwenden.
Geräte mit einer Ausgangsleistung von unter 50 Watt sind von bestimmten Anforderungen ausgeschlossen.

## Zusatzinformation
Im Englischen wird oft von RF-Chirurgie gesprochen. RF steht für „Radio-Frequency“.